# 웹투니메이션
웹투니메이션은 영어 단어 웹툰(Webtoon)과 애니메이션(Animation)의 합성어이며, 웹툰을 원작으로 제작된 애니메이션을 의미한다.

## 국가별

### 대한민국
대한민국에서 제작된 웹투니메이션은 《와라편의점 디 애니메이션》, 《놓지마 정신줄》, 《마음의소리》》가 있다.

## 같이 보기
- 웹툰
- 애니메이션